# Rafał Drozd
Rafał Drozd (ur. 7 czerwca 1977 w Knurowie) – polski aktor i wokalista teatru muzycznego Studio Buffo, z którym związany jest od 2000 roku. 

## Życiorys
Pochodzi z Knurowa, obecnie mieszka w Warszawie. Absolwent Uniwersytetu Opolskiego, Wydziału Historyczno-Pedagogicznego. Samouk muzyczny. W czasach szkoły średniej współtworzył zespół rockowy "Apogeum", gdzie zdobywał pierwsze szlify jako wokalista; po rozpoczęciu studiów zastąpił go Michał Gasz. Współpracował z Marcinem Dańcem. Współpracował z TVP2 występując gościnnie w programie "Mój pierwszy raz" oraz nagrywając czołówkę programu "Duże dzieci". 
Wykładowca wokalu w Centrum Rozwoju Artystycznego(cra) i w Warsztatowej Akademii Musicalowej (WAM) w Warszawie. Współpracuje z gitarzystą rockowym i aranżerem Zbigniewem Krebsem. 
Ma na swoim koncie wiele ról musicalowych w tym:
- Mercutio w  musicalu Romeo i Julia w reż. Janusza Józefowicza
- Jan w Metro
- Milioner w spektaklu muzycznym Panna Tutli Putli
- Marius w musicalu Les Misérables
- Don Lockwooda w musicalu Deszczowa piosenka
- Roger Davis w Rent
- Jurij Żywago w musicalu Doktor Żywago w reż. Jakuba Szydłowskiego

## Dorobek

### Praca w teatrze
- Studio Buffo
- Teatr Muzyczny „Roma”
- Teatr Rampa
- Opera i Filharmonia Podlaska

Teatr
- Musical Romeo i Julia
- Musical Metro
- Panna Tutli Putli
- Do grającej szafy grosik ...
- Grosik 2
- Tyle Miłości
- Ukochany Kraj...
- Niedziela na Głównym
- Złota sobota
- Hity Buffo
- Wieczór Francuski
- Wieczór Włoski
- Wieczór Rosyjski
- Rent

Dyskografia
- płyta z muzyką do musicalu Romeo i Julia

Single
- "Mercutio i Niania" z Małgorzatą Dudą-Kozerą
- "Sen" z Nataszą Urbańską i Jakubem Szydłowskim

Teledyski
- Występuje w teledysku Nataszy Urbańskiej "I Like It Loud".

Teatr TV
- 2004: Romeo i Julia (musical)

Koncerty i występy
- Gala Ośmiu Wspaniałych 2008 - "O tyle proszę Cię" duet z Zosią Nowakowską
- Złota sobota - wykonał piosenki - Art Company - Suzanna, Czesław Niemen - Wiem, że nie wrócisz (wraz z Krzysztofem Rymszewiczem)
- "Wieczór cygański" nadawany przez TVP
- "Wieczór rosyjski" nadawany przez TVP
- 2005/2006: Rewia Sylwestrowa, reż. Janusz Józefowicz
- Gala Wiktory 2006 – wystąpił w chórku dla Nataszy Urbańskiej i Janusza Józefowicza
- 2006: koncert z okazji rocznicy strajków w Ursusie, reż. Janusz Józefowicz
- 2006: Musical po polsku, reż. Janusz Józefowicz
- 2006: Show!Time – wystąpił w chórku dla Macieja Dowbora
- 2007: Piosenka dla Europy 2007  – wystąpił w chórku dla Nataszy Urbańskiej
- 2007: Jaka to melodia? – chórek dla Nataszy Urbańskiej
- 2008: Ben 10: Wyścig z czasem – polska wersja piosenki do filmu